# ارنی دیکسون
ارنی دیکسون (انگلیسی: Ernie Dixon; ۱۰ ژوئیهٔ ۱۹۰۱ – ۲۷ آوریل ۱۹۴۱) بازیکن فوتبال اهل بریتانیا بود.
از باشگاه‌هایی که در آن بازی کرده‌است می‌توان به باشگاه فوتبال ترانمره راورز، باشگاه فوتبال نلسون، باشگاه فوتبال هادرزفیلد تاون، باشگاه فوتبال برنلی، و باشگاه فوتبال برادفورد سیتی اشاره کرد.